# Sporolithon
Sporolithon, rod crvenih alga u porodici Sporolithaceae. Taksonomski je priznat kao zaseban rod. Postoji 36 priznatih vrsta od kojih je 6 fosilnih; tipična je morska alga S. ptychoides.

## Vrste
1. Sporolithon africanum (Foslie) Afonso-Carrillo
2. †Sporolithon airoldii (Fravega) Vannucci, Quaranta & Basso
3. Sporolithon amadoi J.L.Richards & R.G.Bahia
4. Sporolithon australasicum (Foslie) N.Yamaguishi-Tomita ex M.J.Wynne
5. †Sporolithon brevium (Me.Lemoine) Jul.Aguirre & J.C.Braga
6. Sporolithon crassiramosum (Pilger) P.C.Silva
7. Sporolithon crassum Heydrich
8. Sporolithon dimotum (Foslie & M.Howe) Yamaguishi-Tomita ex M.J.Wynne
9. Sporolithon durum (Foslie) R.A.Townsend & Woelkerling
10. Sporolithon elevatum M.C.Henriques & R.Riosmena-Rodriguez
11. Sporolithon eltorense J.Richards & P.W.Gabrielson
12. Sporolithon episoredion (W.H.Adey, R.A.Townsend & Boykins) Verheij
13. Sporolithon episporum (M.Howe) E.Y.Dawson
14. Sporolithon erythraeum (Rothpletz) Kylin
15. Sporolithon franciscanum L.A.S.Leão & R.G.Bahia
16. †Sporolithon glangeaudii (Me.Lemoine) Jul.Aguirre & J.C.Braga
17. Sporolithon howei (Me.Lemoine) N.Yamaguishi-Tomita ex M.J.Wynne
18. Sporolithon indicum V.Krishnamurthy & Jayagopal
19. Sporolithon indopacificum Maneveldt & P.W.Gabrielson
20. †Sporolithon kobamazimense (Ishijima) Iyru, D.Bassi & Woelkerling
21. †Sporolithon kuboiense (Ishijima) Iryu, D.Bassi & Woelkerling
22. Sporolithon lemoinei (Weber Bosse) Verheij
23. Sporolithon liberum (Me.Lemoine) Jul.Aguirre & J.C.Braga
24. Sporolithon mediterraneum Heydrich
25. Sporolithon mesophoticum J.Richards, P.W.Gabrielson & C.W.Schneider
26. Sporolithon molle (Heydrich) Heydrich
27. Sporolithon pacificum E.Y.Dawson
28. Sporolithon ptychoides Heydrich - tip
29. Sporolithon schmidtii (Foslie) G.D.Gordon, Masaki & Akioka
30. Sporolithon sibogae (Weber Bosse & Foslie) P.C.Silva
31. Sporolithon sinusmexicanum J.L.Richards & Fredericq
32. Sporolithon stefaninii (Raineri) P.C.Silva
33. †Sporolithon taiwanense (Ishijima) Iryu, D.Bassi & Woelkerling
34. Sporolithon tenue R.G.Bahia, G.M.Amado-Filho, Maneveldt & W.H.Adey
35. Sporolithon timorense (Foslie) P.C.Silva
36. Sporolithon yoneshigueae Bahia, Amado-Filho, Maneveldt & W.H.Adey